# Muerto en la cruz
Muerto en la cruz es el álbum debut de la banda mexicana de thrash metal Transmetal, lanzado el mes de marzo del año 1988. 

## Detalles
Fue producido por Victor Baldovinos y grabado en los Estudios Área durante la primavera de 1988. Todas las canciones fueron escritas por Lorenzo Partida y la música compuesta por Juan Partida, excepto "Muerto en la Cruz" y "Los criminales Morirán", por Alberto Pimentel.
Fue lanzado originalmente en versión LP a través de Avanzada Metálica en 1988, pero en 1994 se lanzó una reedición en formato CD a través de Denver Records la cual incluye el EP "Desear un Funeral" y se omite la canción "Desciende a la Oscuridad".

## Lista de canciones
1. Transmetal - 02:00
2. Castigo del Creador - 02:52
3. Enviado del Infierno - 03:01
4. Rostro Maligno - 03:54
5. Desciende a la Oscuridad - 02:43
6. Los Criminales Morirán - 03:27
7. La Horca  - 03:40
8. Milicia Infernal [Instrumental] - 03:47
9. Muerto en la Cruz - 02:58

Relanzamiento [1994]
1. Transmetal - 02:00
2. Castigo del Creador - 02:52
3. Enviado del Infierno - 03:01
4. Rostro Maligno - 03:54
5. Los Criminales Morirán - 03:27
6. La Horca  - 03:40
7. Milicia Infernal [Instrumental] - 03:47
8. Muerto en la Cruz - 02:58
9. El Enterrador - 03:50
10. Tiburón de Metal - 03:20
11. Killers (Killers Cover) - 04:20
12. R.D.S. (Regalo de Satanás) - 02:45

## Créditos
Transmetal
- Alberto Pimentel - Voz/guitarra
- Juan Partida Bravo - Guitarra líder
- Lorenzo Partida Bravo - Bajo
- Javier Partida Bravo - Batería

Producción
- Víctor Baldovinos - Productor
- Alejandro González - Ingenireo en sonido
- Producción ejecutiva - Avanzada Metálica S.A. de C.V. y Transmetal
- Edmundo Lopez - Diseño de la portada
- J.C. Castellanos - Fotografía
- Enrique Gómez - Concepto e ideas